# Sugovushan
Sugovushan (en azerí: Suqovuşan) o Magadiz (en armenio: Մատաղիս) es un asentamiento en el Raión de Tartar, Azerbaiyán.

## Historia
En 1943, el pueblo de Sugovushan se le otorgó el estatus de municipio de tipo urbano, dentro del distrito de Martakert, dentro del óblast autónomo de Alto Karabaj. En 1978 fue despojado de su estatus de municipio de tipo urbano.
Entre 1992 y 2020 el territorio de Sugovushan fue controlada por la república de Artsaj, formando parte de la provincia de Martakert. 

### SigloXXI
El 3 de octubre de 2020, como resultado de la segunda guerra del Alto Karabaj, las Fuerzas Armadas de Azerbaiyán volvieron a controlar el territorio. El presidente azerbaiyano, Ilham Aliyev, publicó en su cuenta de Twitter:
"A partir del 3 de octubre de 2020, estoy reinstaurando el nombre histórico de Madagiz. A partir de ahora se llamará Sugovushan".
El 3 de octubre de 2021 Ilham Aliyev izó la bandera de Azerbaiyán en el asentamiento de Sugovushan de la región de Tartar.
Desde enero de 2021 "Azerenerji" había puesto en marcha trabajos de revisión y restauración en dos pequeñas centrales hidroeléctricas de Sugovushan. En el octubre de 2021 después de la reconstrucción las pequeñas centrales hidroeléctricas "Sugovushan-1" y "Sugovushan-2" se abrieron en Tartar.